# Boyne (Hérault)
Die Boyne ist ein Fluss in Frankreich, der im Département Hérault in der Region Okzitanien verläuft. Sie entspringt zunächst unter dem Namen Ruisseau de l’Auroux im Gemeindegebiet von Valmascle, entwässert generell in südöstlicher Richtung und mündet nach rund 25 Kilometern im Gemeindegebiet von Cazouls-d’Hérault als rechter Nebenfluss in den Hérault.

## Orte am Fluss
(Reihenfolge in Fließrichtung)
- Valmascle
- Cabrières
- Fontès
- Cazouls-d’Hérault